# Portrait de la Marquise de Villafranca
Le portrait de la marquise de VillaFranca est une huile sur toile peinte par Francisco de Goya en 1804 et exposée au Musée du Prado.

## Contexte
Dans les années 1790, Francisco de Goya était devenu un peintre à la mode, dont les portraits étaient très demandés, tant par l’aristocratie que par la haute bourgeoisie madrilène.

## Analyse
La toile représente María Tomasa Palafox (1780-1835), marquise de Villafranca, académicienne de l’Ordre du mérite de San Fernando, érudite et grande amatrice d’art.
La dame est représentée en train de peindre un tableau de son mari, à gauche, Francisco de Borja y Alvarez de Tolède. Elle est confortablement assise dans un fauteuil. L’attitude dans laquelle Goya la représente est une reconnaissance des capacités intellectuelles et créatives de la femme. Son attention porte sur le portrait de son mari en habit militaire, qui l’observe en retour dans un jeu de regards qui serait lié, d'après le Musée du Prado se référant à des sources contemporaines, aux protagonistes, à l'amour qui unissait ce couple.
Le peintre exploite de forts contrastes entre les dominantes de ocres et rouges sombres qui entourent le personnage, et la marquise, dans un habit blanc de style empire, dont les couleurs éclatantes au centre du tableau attirent l’œil du spectateur.